# Rozrazil dlouholistý
Rozrazil dlouholistý (Veronica maritima, syn. Veronica longifolia, Pseudolysimachion maritimum) je rostlina, která roste na loukách. Vyskytuje se od střední Evropy až do západní Asie s druhotným výskytem v Severní Americe. Rostliny tvoří trsy stonků s úzkými kopinatými až čárkovitými listy. Ke květu dochází ke konci léta a začátku podzimu.
Rozrazil je možné najít na vlhkých loukách, které jsou na jaře zaplavované, dále v okolí vodních toků.
V roce 2018 byla v Německu Rostlinou roku.